# Gazometro di Firenze
L'ex gazometro di Firenze o gasometro del Pignone è uno dei pochi resti di archeologia industriale ottocentesca visibili a Firenze; dell'originale architettura rimane solo la struttura metallica che conteneva il gasometro vero e proprio. Fu costruito nel 1845 e ampliato nel 1896. La funzione dei gasometri era di immagazzinare e regolare la pressione del "gas di città", prodotto dalla parziale combustione del carbone, che veniva utilizzato per usi domestici, il riscaldamento e l'illuminazione pubblica. Il gasometro si trova in via dell'Anconella, in zona Pignone.

## Storia e descrizione
Con la diffusione dell'uso del gas metano tali stabilimenti divennero obsoleti in tutta Europa, venendo demoliti o dando spazio a progetti per il loro riutilizzo per altre funzioni. Nel caso di Firenze, se ormai il progetto di realizzare alloggi "bioclimatici" sembra tramontato, gli spazi dello stabilimento sono stati destinati a ludoteca e centro di ritrovo. 
La struttura fu eretta vicino al vecchio macello pubblico e ai tempi di Firenze capitale provvisoria del Regno d'Italia (1865-1871) l'architetto Giuseppe Poggi, nell'ambito del progetto di risanamento della città, aveva previsto che il gazometro fosse spostato altrove insieme al macello. Il progetto non fu però rispettato e, traslocato il solo macello la cui area venne occupata da una nuova caserma, il gasometro rimase nello stesso luogo.
Il gazometro vero e proprio, a pianta circolare, è composto da una base in muratura e da una parte superiore con condotti in acciaio. Peculiare è la decorazione con bulbi appuntiti sugli elementi verticali.